# Hebert Abimorad
Hebert Abimorad (Montevideo, 17 de marzo de 1946) es un poeta, traductor, docente y periodista cultural uruguayo que reside en Suecia desde 1975.

## Biografía
En 1975 se exilió en Suecia debido a la dictadura cívico-militar en Uruguay (1973-1985). Ha residido principalmente en Gotemburgo, ciudad a la que dedicó su libro Gotemburgo Amor y Destino (1982, edición bilingüe en español y en sueco).
Ha colaborado en periódicos suecos como Göteborgs Posten y Arbetet, con el que contribuyó hasta su cierre. Colabora en Uruguay con el semanario Voces y las agencias de noticias uruguayas uy.press, Noticias Uruguay y LARED21. 
Entre sus innovaciones literarias destacan las series, Entrevistas imposibles, El perro tuerto y el neologismo Frugalía que da nombre a sus Poemas Frugálicos.
Su obra ha sido traducida al sueco, francés, italiano, portugués, macedonio, Inglés y persa. Ha publicado con distintos heterónimos: Martina Martínez, Flor de Condominio, Camilo Alegre, José José. En 2003 fue premiado como mejor escritor de la región oeste de Suecia.
En 2010 fue finalista del premio Bartolomé Hidalgo en la categoría Poesía. En 2014 obtuvo el segundo premio de los Premios Anuales de Literatura del MEC por su obra Mekong, en la categoría Obras en verso y poemas en prosa.
Mekong y La plaza, ambos en versión bilingüe, recibieron la beca del Servicio a la Cultura de Suecia para la distribución en todas las bibliotecas.

## Obras
Sus obras son:
- Gotemburgo, amor y destino (bilingüe, 1982)
- Gestos distantes (bilingüe, 1985)
- Voces ecos (bilingüe, 1988)
- Poemas Frugálicos (1994)
- Poemas frugálicos 2 (1995)
- Malena y Cíber (Ediciones Trilce, Montevideo, 1996; bajo el heterónimo de Martina Martínez)
- Poemas Frugálicos 3 (Ediciones Trilce, Montevideo, 1998, recoge libros anteriores)
- Poemas frugálicos (Ediciones Libertarias, Madrid, 2004)
- Conversaciones y Volverá la loba... (Ediciones Trilce, Montevideo, 2000, bajo los heterónimos de José José y Camilo Alegre)
- Nuevos poemas frugálicos y otros textos heterónimos- Antología 1982-2007 (Baile del sol, España, 2008)
- Hermatario (Botella al mar, 2011, Montevideo, bajo el heterónimo Silvestre del Bosque)
- Invento ad Gotemburgum (La Torre degli Arabeschi, Italia, 2001. Libro objeto arte. Colección Escritos Corsarios. Artista José Joaquín Beeme)
- Mekong (Aedas, Montevideo, 2012, ilustraciones interiores Sandra Petrovich)
- dios (bajo el heterónimo Flor de Condominio, editorial Yaugurú, Montevideo, 2013)
- 100 poemas frugálicos (Ediciones Oblicuas,España, 2014)
- Poemas y dibujos frugálicos (Editorial Yaugurú, Montevideo, 2015)
- La plaza (Vitruvio editorial, Madrid, 2018)
- Profecías frugálicas (Vitruvio Editorial, Madrid, 2020)
- Frugálicas variaciones estacionales ( Madrid 2022)
- En la plaza 33, 33 días, 33 minutos, 33 poemas frugálicos ( Montevideo, Yaugurú, 2023 )

En inglés
- Frugal poems (Amazon, 2023, traducción de Karen Hofling)
- Autores varios (2023).  Jarquín, Carlos Javier, ed. Canto planetario: hermandad en la Tierra. Costa Rica: HC Editores. ISBN 979-8850092115.

En sueco
- Korta dikter (Heterogénesis, 2000, traducción de Lena E. Heyman)
- Samtal (Libertad, Suecia, 2006, traducción de Lena E. Heyman)
- Mekong (Styx, Suecia, 2018, traducción de Maria Nääs)
- Torget (Styx, Suecia, 2020, traducción de Siri Hultén)
- Frugaliska profetior (2024, traducción de Siri Hultén)

En francés
- Poémes frugaux-Poemas frugálicos (Fondation littéraire Fleur de Lys, Canadá, 2010, traducción de Marie-C Seguin)

En italiano
- Nuove poesie frugali ed altri testi eteronimi (Liberaij, Edizione privata, 2017, traducción de Karen Hofling, Italia)

Traducciones
- Barn kammare (La habitación de los niños) para Atelier teater de Gotemburgo (1984)
- Poesía sueca contemporánea (editorial Baile del sol, España, 2011)
- Edith Södergran, Karin Boye, un encuentro entre dos poetas suecas (Ediciones oblicuas, 2017, España)
- " Un encuentro con tres poetas suecas, Edith Södergran, Karin Boye, Agnes von Krusenstjerna (Editorial Yaugurú, Montevideo)